# Ay, Marne
Ay eller Aÿ är en stad och en kommun med 3 686 invånare (2018) i departementet Marne i nordöstra Frankrike, fem kilometer öster om Epernay. Bland näringar märks produktion av champagnevin.

## Befolkningsutveckling
Antalet invånare i kommunen Ay
| Referens: INSEE |